# Armeelieferantengut
Ein Armeelieferantengut war eine in annektiertem Gebiet gelegene Immobilie von der Art, wie sie während der Herrschaft Napoleons I. Armeelieferanten zur Bezahlung ihrer Dienste anstatt Geld erhielten.

## Personenkreis der Armeelieferanten
In den Kriegen nach der Französischen Revolution kamen Armeelieferanten zu Bedeutung, die während des Direktoriums oft als Kaufmanns-Bankiers arbeiteten, sich aber merklich vom traditionellen Waren- und Geldhandel unterschieden. Sie mussten ihre zeitlich und räumlich verhältnismäßig eingeschränkten Geschäfte mit einer eigenen Bürokratie durchführen, viel mehr als gewöhnliche Händler waren sie an Grundbesitz gebunden, der sich bei gelungenem Geschäft schnell vergrößerte.

## Immobilien als Geld-Ersatz
Zunehmende Geldknappheit veranlasste Napoleon 1805 zu dem Beschluss, offene Rechnungen der Armeelieferanten mit ihnen überlassenen Nationalgütern zu begleichen. Teilweise enteigneter Kirchenbesitz, waren dies Immobilien in den damals annektierten Gebieten Donnersberg-, Niedermaas-, Rhein-Mosel-, Rur-, Saar, und Wälder-Departement. Sie wurden zuerst an die Amortisationskasse übertragen und anschließend per Abtretungsvertrag an Armeelieferanten weitergereicht. Die Verträge schloss Nicolas-François Mollien ab, der Generaldirektor der Amortisationskasse.

## Wenig gelitten bei den Empfängern
Zwar bedurften die Armeelieferanten eines gewissen Grundbesitzes für Garantieleistungen, doch bewahrte jener nicht vor einem Konkurs, wenn das schnelle Begleichen einer Schuld gefordert war, etwa bei einem misslungenen Spekulationsgeschäft. Liquidität war also unbedingt notwendig und der kurz auf den Erhalt folgende Weiterverkauf der Güter die logische Folge. Bei einem an der Nutzung interessierten Käufer angekommen, konnte ein derartiges Armeelieferantengut dann über Generationen verbleiben, beispielsweise das mit Hüttenwerken ausgestattete Gut der Gebrüder Stumm in Neunkirchen (Saar).